# الحياة البرية في ليبيا

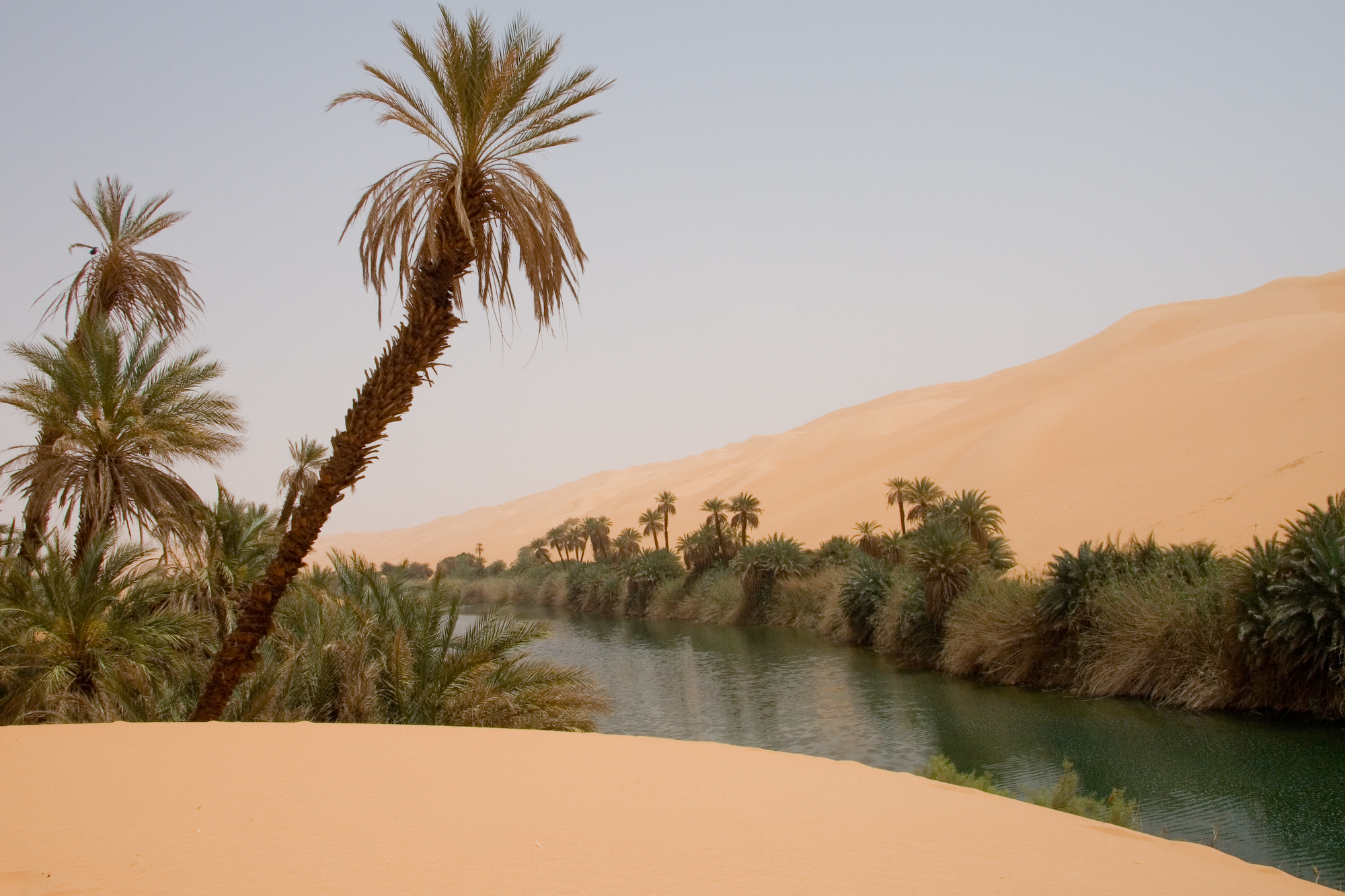
المنطقة البيئية لواحة أوباري - بها بحيرات في عرق أوباري (إيديهان أوباري) في منطقة الصحراء الكبرى بمديرية وادي الحياة في منطقة فزان في جنوب غرب ليبيا

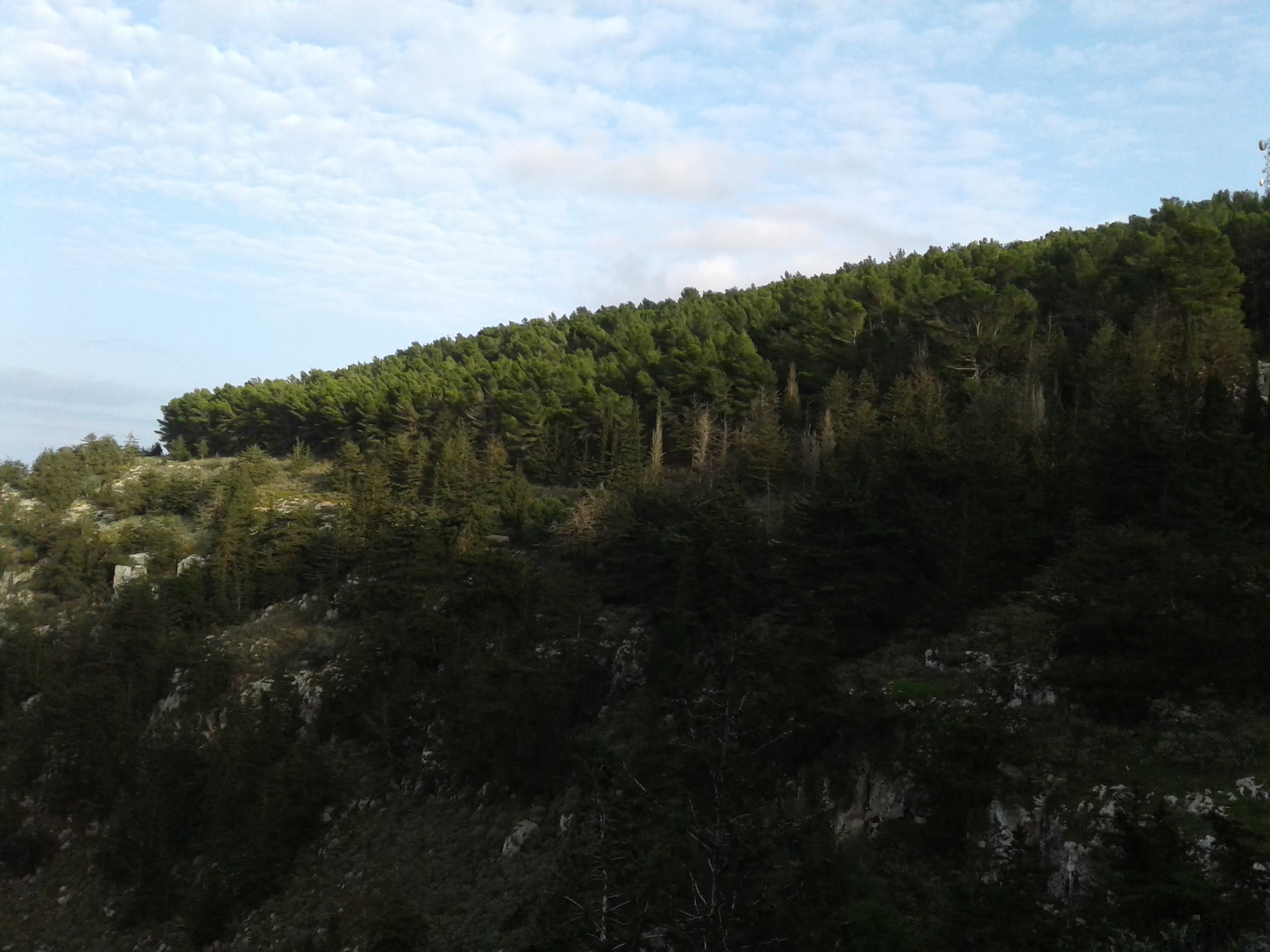
الغابات متوسطية صنوبرية في الجبل الاخضر ، شمال شرق ليبيا تمتاز بأنها غنية جدا بالتنوع البيولوجي وواحدة من اهم المناطق البيئية في شمال افريقيا

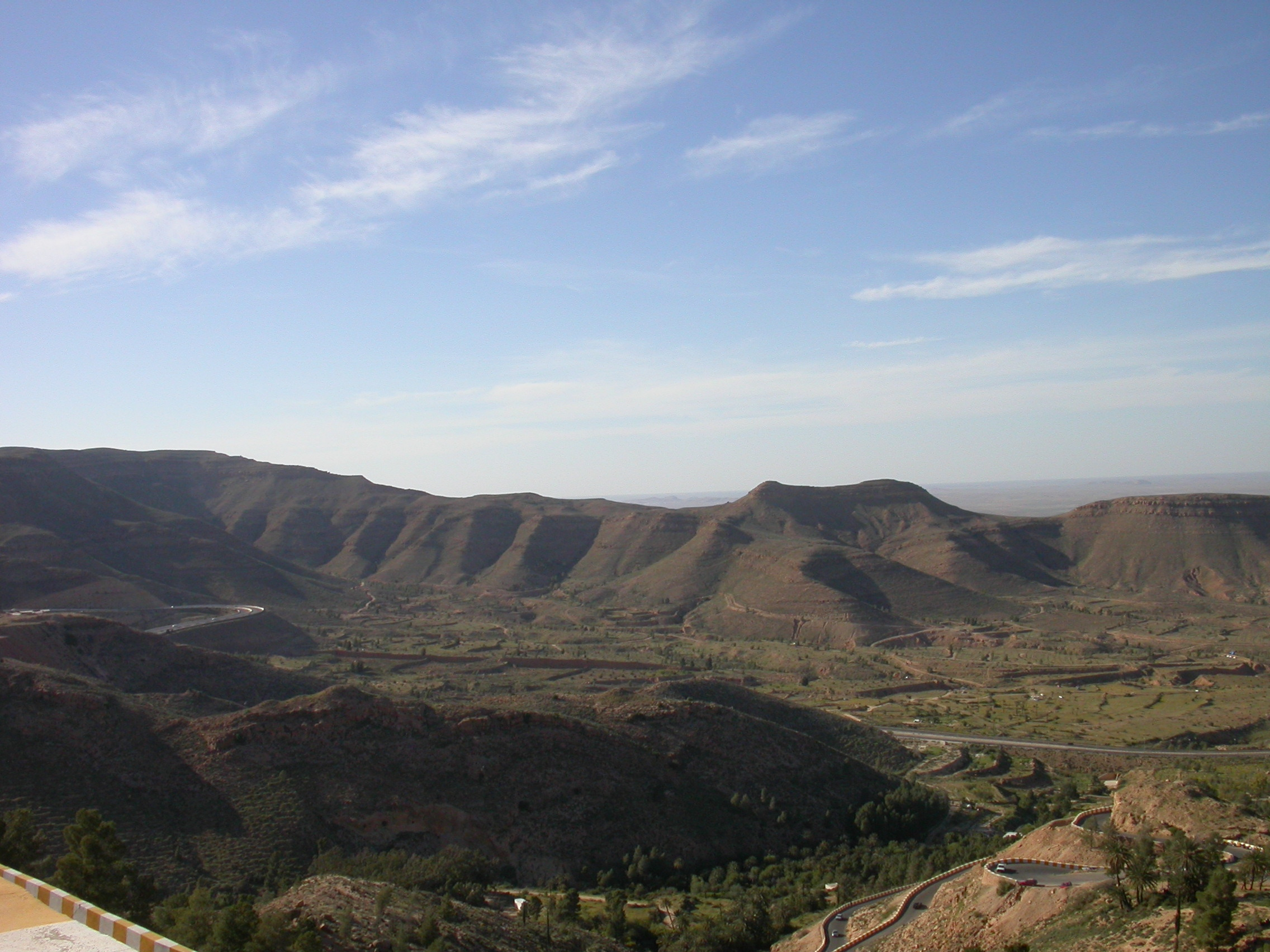
مناظر خلابة لجبال نفوسة في غريان ، غرب ليبيا تحتوي على غابات وحشائش

تنتشر الحياة البرية في ليبيا على ساحل البحر الأبيض المتوسط وتشمل مناطق واسعة من الصحراء الكبرى. يتم توفير حماية الحياة البرية من خلال التشريعات المناسبة في سبع حدائق وطنية وخمسة محميات و 24 منطقة محمية واثنين من الأراضي الرطبة بموجب اتفاقية رامسار وأيضًا في مناطق أخرى. بصرف النظر عن هذه، هناك أيضًا خمسة مواقع تراث عالمي لليونسكو تتعلق بالثقافة. من أهم المنتزهات الوطنية منتزه الكوف الوطني ومنتزه كارابولي الوطني. المحميات الطبيعية المعروفة هي محمية بنغازي ومحمية زلاف. الأنواع المسجلة في البلاد هي 87 من الثدييات و338 نوعًا من الطيور.
الأصول الوطنية الطبيعية لليبيا هي ما يقرب من 2,000 كيلومتر (1,200 ميل) من الساحل و جبالها الشمالية والصحراء الشاسعة وهي المنطقة شبه القاحلة والقاحلة في الجنوب. تضيف جبالها المغطاة بالغابات  الكثيفة منها الرطبة و الجافة وبحيراتها و انهارها التي تحتوي على أسماك و مخلوقات مائية و كهوفها وموائلها الساحلية التي تضم الشعاب المرجانية وأشجار المنغروف وأحواض الأعشاب البحرية والمستنقعات العذبة و المالحة والمسطحات الطينية إلى تنوعها البيولوجي. بعض المواقع مهمة للطيور المهاجرة

## قوانين التنظيم
القوانين الوطنية والاتفاقيات الدولية هي جزء من الحفاظ على التنوع البيولوجي وثقافة الأراضي الرطبة في البلاد. تخضع منطقة الجبل الأخضر للحماية لحماية 5,000 كيلومتر (3,106.86 ميل) للمناطق الجبلية مع هيئة الحفاظ على الجبال الخضراء وتنميتها. ويغطي الشريط الساحلي الممتد 217 كيلومتر (135 ميل)، وكذلك الموقع التاريخي القديم لقورينا اليوناني الروماني كان أول تشريع للحماية تم سنة في عام 1949 هو قانون الغابات. كان الغرض من هذا التشريع هو ضمان حماية الغابات ومنتجاتها، وكذلك الحفاظ على ظروف التربة، وتعزيز توافر مصادر المياه واستخدامها، ومنع التصحر. في عام 1970 صدر قانون حماية الأراضي الزراعية كقانون لحماية المسطحات الخضراء. ظهرت أول حديقة وطنية في نوفمبر 1978. تبع ذلك العديد من المتنزهات الوطنية الأخرى للحفاظ على الحيوانات البرية والحفاظ عليها في المحميات حيث كان التهديد حقيقيًا. في عام 1990، تم إنشاء اللجنة الفنية للحياة البرية والمتنزهات الوطنية بشكل حصري لضمان الإدارة السليمة للمناطق المحمية، كجزء من الأمانة العامة للاستصلاح الزراعي وإصلاح الأراضي. مع هذا الإعداد، أصبحت جميع المناطق المحمية الآن تحت سيطرة حكومة ليبيا

## الجغرافيا

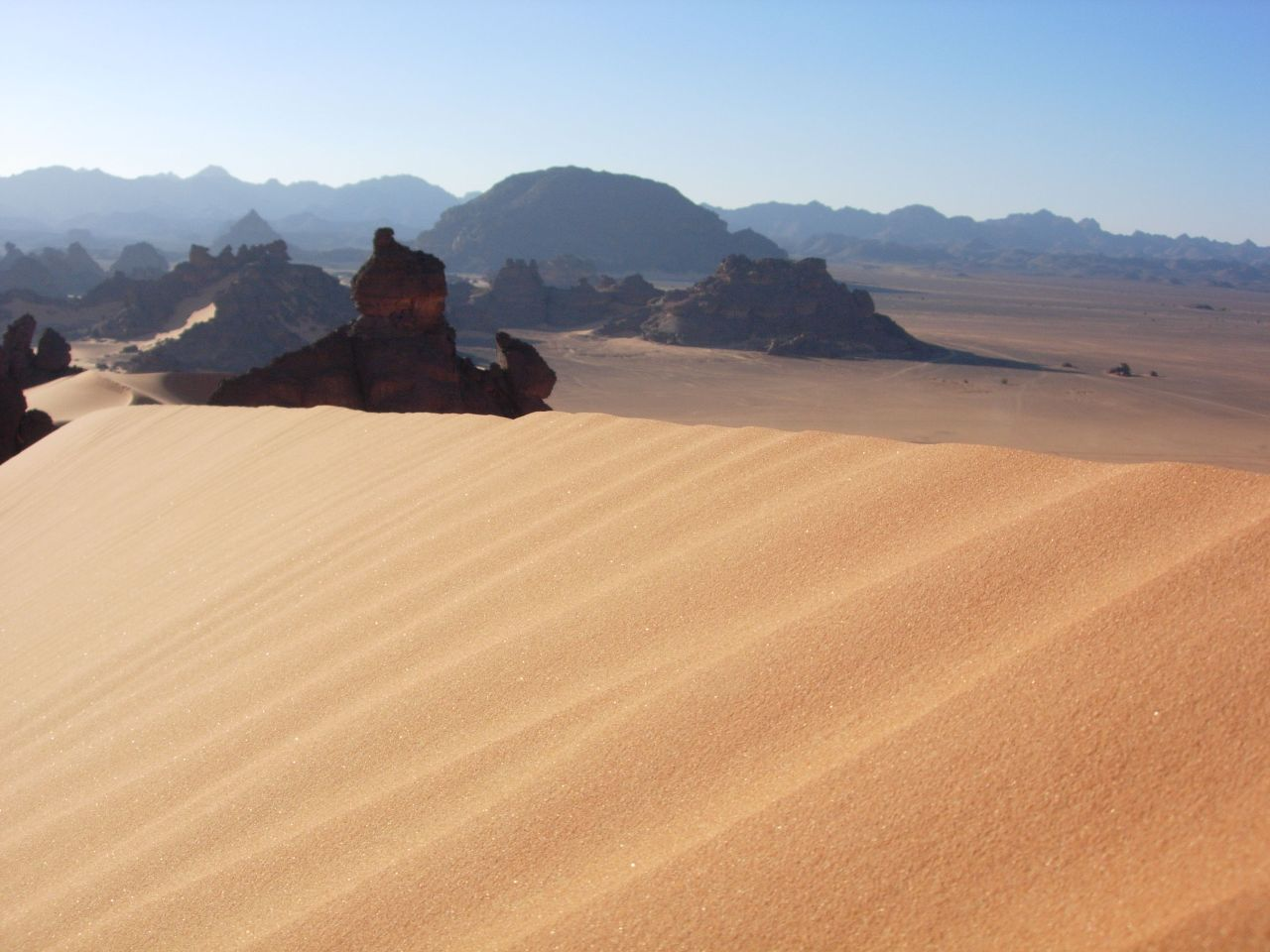
الصحراء الليبية

تندرج المناطق المحمية في ليبيا تحت أربع فئات من المتنزهات الوطنية والمحميات والمحميات والأراضي الرطبة، وعدد قليل من المناطق الأخرى التي تغطي المناطق الساحلية والبحرية والبرية. الحدائق الوطنية السبعة هي: منتزه أبوغيلان الوطني، ومنتزه الكوف الوطني، ومتنزه كارابولي الوطني، ومتنزه نقزة الوطني، ومنتزه راجما الوطني، ومنتزه سيرمان الوطني الذي يُغطي منطقة كارابولي والكوف المناطق الساحلية والبحرية. المحميات الطبيعية الخمس هي: محمية بنغازي ومحمية بير عياد ومحمية هيشة الطبيعية الجديدة ومحمية طرابلس ومحمية زلاف. هناك 24 منطقة محمية: عين زيانا، أهوار أجدابيا، واحة الجغبوب، وادي برجوج، خليج بومبي، وديان فزان، القره بوللي، الجياربوب، مغارة ليت، جبل حاروج، جلو، واحة الكفرة، نفحصه، واحة غاط، بحيرات أوو أون نامو، ملحي قمينيس وتوكرة، مزارع رجمة، صبراتة، سبخة الساحل، سرير، شحات، تايزربو، جزر تاولغا (ثوارة)، ووادي خام. الأراضي الرطبة المحددة بموجب اتفاقية رامسار هي الأراضي الرطبة في عين الشقيقة وأراضي عين الزرجة. وفقًا لقائمة المناطق البيئية المصنفة من قبل الصندوق العالمي للطبيعة (WWF)، تم إدراج ليبيا ضمن المناطق البيئية لغابات Palearctic المتوسطية والغابات والفرك والبحر الأبيض المتوسط.
خط الساحل الليبي الذي يمتد بطول 2,000 كيلومتر (1,200 ميل) هو أيضًا مكان للتنوع البيولوجي الغني والفريد والأهم عالميًا لمنطقة البحر الأبيض المتوسط.

## المتنزهات الوطنية

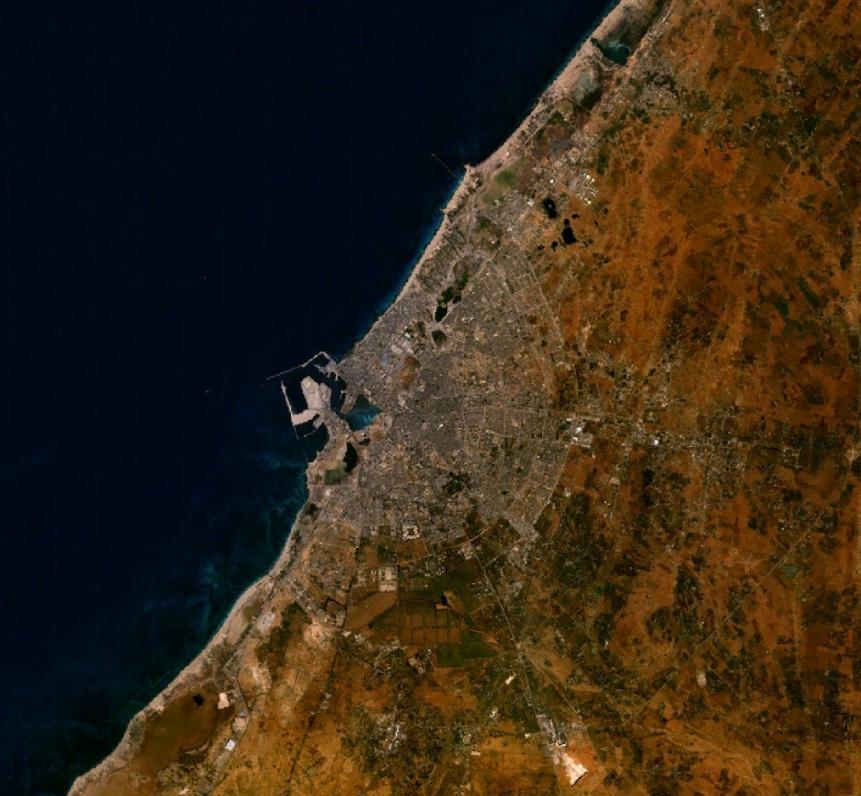
البيئة الساحلية لبنغازي

حديقة الغرابولي الوطنية، التي تأسست عام 1992، تغطي مساحة 8,000 هكتار (20,000 أكر). تم إنشاء منتزه أبوغيلان الوطني، الذي تبلغ مساحته 4,000 هكتار (9,900 أكر) في عام 1992. محمية الكوف الوطنية، التي أنشئت في عام 1975، تغطي مساحة 35,000 هكتار (86,000 أكر) بخط ساحلي يبلغ 20 كيلومتر (12 ميل)؛ إجمالي مساحة المحميات، هو 100,000 هكتار (250,000 أكر) بما في ذلك منطقة الحوض الكبير في وادي الكوف. يحد المنطقة جبل الأخضر (الذي يبلغ ارتفاعه 860 متر (2,820 قدم) وتشكيل الحجر الجيري) تشكل منطقة مستطيلة يحدها الخط الساحلي للبحر الأبيض المتوسط. تقع على بُعد 150 كيلومتر (93 ميل) شمال شرق بنغازي، بالقرب من بلدة البيضاء تم إنشاء حديقة النقازة الوطنية في عام 1993 على مساحة 4,000 هكتار (9,900 أكر). تم إنشاء منتزه كارابولي الوطني، الواقع في الجزء الشمالي الغربي من ليبيا، في عام 1992. تبلغ مساحته 8,000 هكتار (20,000 أكر). أقرب مدينة إلى المنتزه هي الجرابولي. بيعد عن طرابلس من الغرب، حوالي 50 كيلومتر (31 ميل) . العديد من الجداول مع الربيع كمصدر لها تستنزف منطقة الحديقة. يتكون موطن المنتزه من الكثبان الرملية والشواطئ والمنحدرات والبحيرات المالحة. تم تحديدها على أنها محمية حياة الطيور في عام 1992، وتستضيف 100 نوع من الطيور. تم إنشاء منتزه صبراتة الوطني في عام 1995 على مساحة 500 هكتار (1,200 أكر) تغطي حديقة سورمان الوطنية مساحة 400 هكتار (990 أكر)، وقد تم تأسيسها في عام 1992.

## المحميات الطبيعية
توجد خمس محميات طبيعية في ليبيا. وهي: محمية الحشة الطبيعية، التي تأسست عام 1984 ، تغطي مساحة 160,000 هكتار (400,000 أكر). تغطي محمية بير عياد الطبيعية مساحة 12,000 هكتار (30,000 أكر) وقد تم إنشاؤها في عام 1992. تبلغ مساحة محمية مسالاتا الطبيعية التي أُنشئت في عام 1998 1,800 هكتار (4,400 أكر)؛ تغطي محمية نالوت الطبيعية 200 هكتار (490 أكر) وقد تم إنشاؤها في عام 1998؛ ومحمية زولتون الطبيعية أنشئت في عام 1998 تغطي مساحة 1,000 هكتار (2,500 أكر).

## الأراضي الرطبة
هناك نوعان من الأراضي الرطبة ذات الأهمية الدولية المدرجة في اتفاقية رامسار . هؤلاء هم:
أُدرجت أرض عين الشقيقة، التي تغطي مساحة 33 هكتار (82 أكر) ، في اتفاقية رامسار للأراضي الرطبة في 5 أبريل 2000. كما تغطي جزءًا من حديقة الكوف الوطنية. وهي سبخة ساحلية شديدة الملوحة (السبخة تعني: "منخفض"). يتكون التكوين الجيولوجي، في الجزء الجنوبي منه، من الحجر الجيري. تعتبر الكثبان الرملية والسهول الطينية ومناطق كبيرة من الشجيرات جزءًا من هذه الأراضي الرطبة. تكمن أهميته في اعتبار الطيور المائية المهاجرة والمقيمة، والتي توفر فرصًا كبيرة لمشاهدة الطيور وكذلك للسياحة البيئية.
تم اعتبار مستنقعات عين الزرجة كموقع رامسار في 5 أبريل 2000 وتغطي مساحة 50 هكتار (120 أكر). يرتبط المنخفض الساحلي الصغير بالبحر، وبالتالي يمكن رؤية المياه في الأراضي الرطبة على مدار العام، على الرغم من الملوحة خاصة في فصل الصيف. هذه الأرض من المستنقعات والشقق الطينية تحدّها من الجنوب والشرق التلال الصخرية والكثبان الرملية. يمتد من الشرق إلى الغرب. إنها جزء من حديقة الكوف الوطنية وهي مهمة بسبب العدد الكبير من الطيور المهاجرة. تعتبر إمكانية مراقبة الطيور أيضًا ذات أهمية للسياحة البيئية.

## الحياة البرية
يبلغ طول الساحل الليبي 2,000 كيلومتر (1,200 ميل) غنية بالنباتات والحيوانات؛ المنطقة الداخلية بما في ذلك منطقة الصحراء غنية أيضًا بالنباتات والحيوانات.

### النبات

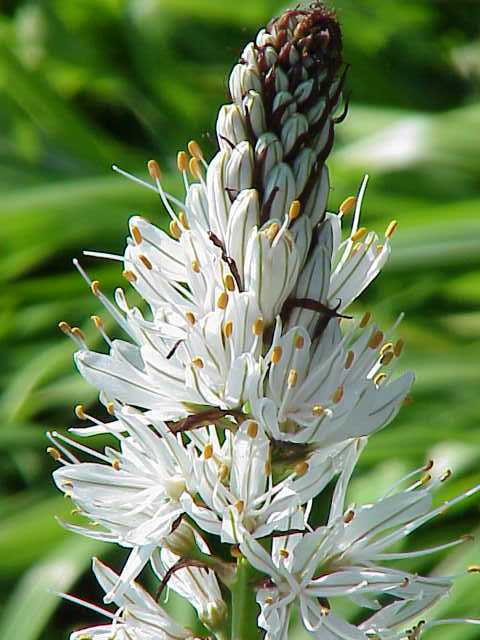
بروق أبيض

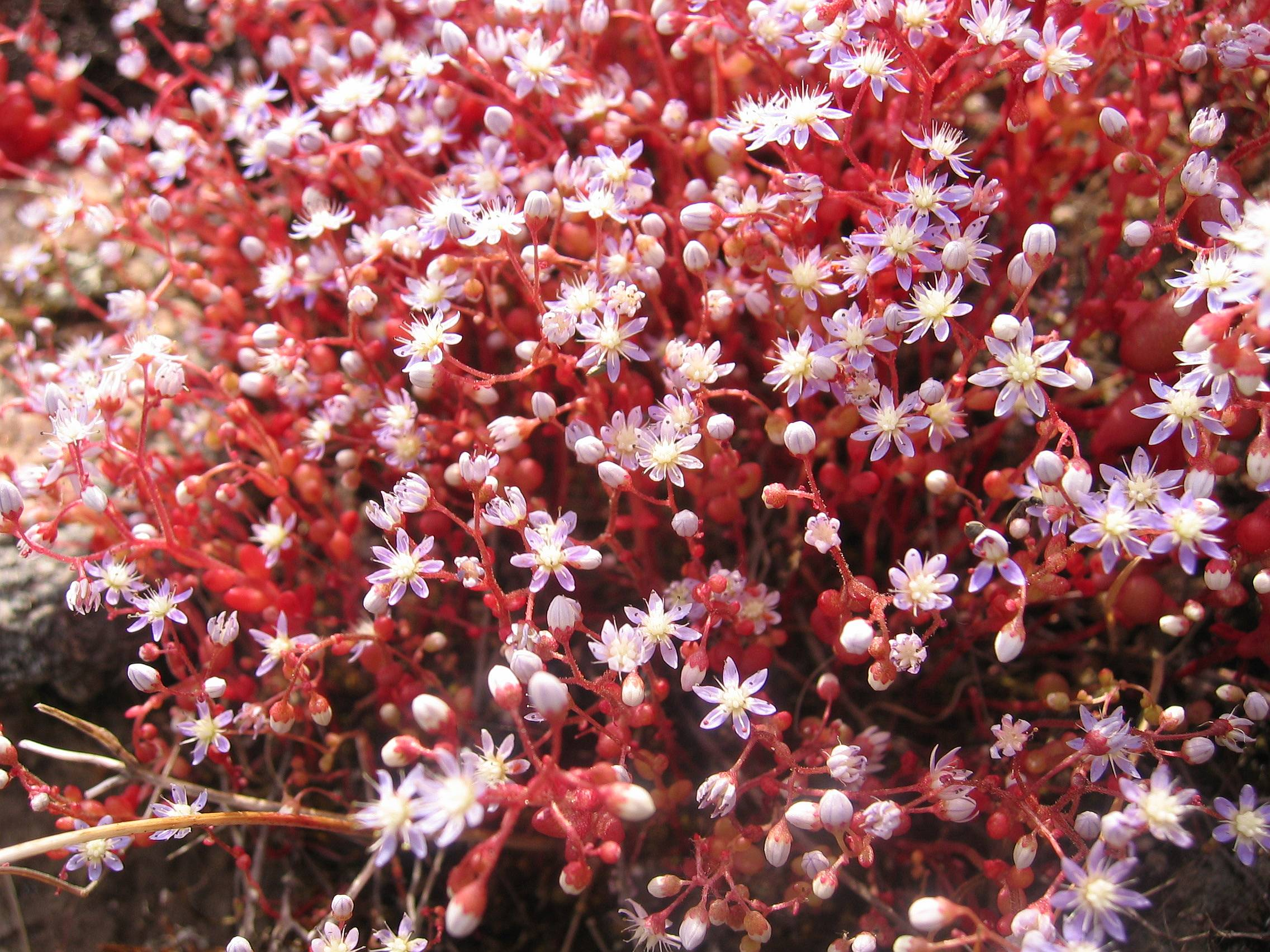
سدم أزرق

مُعظم النباتات الموجودة في المنطقة الساحلية هي نباتات عشبية مع وفرة من الحشائش. أكثر الأنواع المُسجّلة هي البروق (عشب من عائلة الزنبق)، الجهنمية، الدفلى. هناك أيضًا العديد من النباتات المزروعة مثل الحمضيات والزيتون هُناك منطقة عازلة ضيقة على طول الساحل حيث تُمارس الزراعة. تحتوي هذه المنطقة أيضًا على أراضي عشبية. بالابتعاد عن الساحل، تتغير التضاريس إلى الجبال الخضراء، التي ترتفع إلى حوالي 800 متر (2,600 قدم). تتأثر المنطقة بمناخ البحر الأبيض المتوسط، حيث يوجد في المنطقة غابات كثيفة أو نباتات من أشجار العرعر والعدس، وكذلك عشب البروم، وعشب الكناري، وعشب البلو، وعشب الجاودار. نظرًا لقلة هطول الأمطار في المنطقة، تتكون الأشجار المزروعة من التين والزيتون. في هضبة نفوسة، تشكل الأراضي العشبية الغطاء النباتي السائد. بالانتقال إلى الجنوب من سلسلة الجبال، تُهيمن البيئة الصحراوية على المنطقة مع زراعة محدودة لأشجار النخيل والتين حول الينابيع والواحات الطبيعية. سُجلت أيضًا أشجار النخيل (بالقرب من الواحات)، والطحالب المالحة (المستخدمة في صنع رماد الصودا)، وشجيرة كتان الحافز، والقدم، والأفسنتين، والبروق السيريانيكا في البرية. تشير التقارير إلى أن مروج أعشاب البحر تغطي 1,500 كيلومتر (932.06 ميل) بين خليج سرت بليبيا وخليج قابس في تونس.
هُناك ما يقرب من 134 نوعًا من النباتات الوعائية في ليبيا. وتشمل هذه:
- روهلفسيانوم بخور مريم
- أربوتوس بافاري
- سيدوم
- Anacamptis cyrenaica ، زهرة الأوركيد
- إشنوبس سيرينايكوس
- ليناريا تارونينسيس
- Pallenis cyrenaica
- Allium Negrianum
- سيلين سيرينايكا
- Hypericum tauberti
- سينارا سيرينايكا
- بوا بينتابوليتانا
- روموليا سيرينايكا
- ساتورجا
- Anathallis linearifolia
- نيبيتا سيرينايكا
- الزعفران بولوسي
- الفربيون الزائفة
- Limonium teuchirae
- Asperula tragacanthoides
- Orobanche cyrenaica
- باتشيكتينيوم
- ليبييلا

آخر نوعين من النباتات المذكورة أعلاه مستوطنان.

### الحيوانات

#### الثدييات

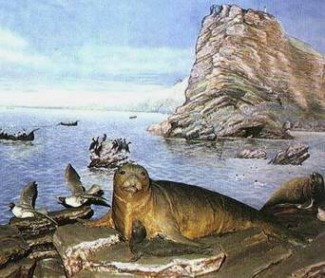
فقمة راهب البحر الأبيض المتوسط بواسطة غريغور أنتيبا (1940)

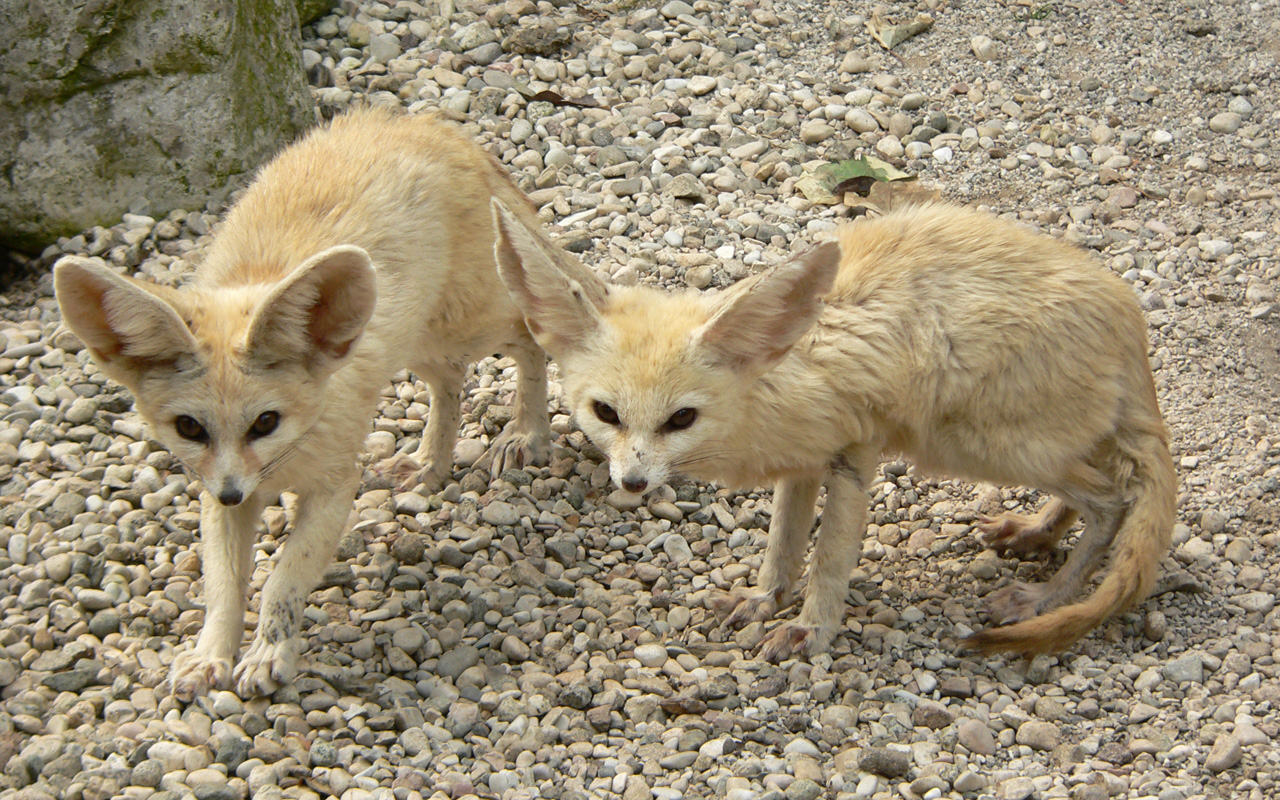
الثعالب (Vulpes zerda)

على طول الساحل، يعد فقمة البحر الأبيض المتوسط من الأنواع المعروفة. تم إدراجه في القائمة الحمراء للاتحاد الدولي لحفظ الطبيعة (IUCN) باعتبارها مهددة بالانقراض في ليبيا. في منطقة جبل أكاكوس، من الأعمال الفنية الصخرية لأشكال الحيوانات التي شوهدت في أقصى جنوب غرب البلاد، يُستدل على أن الأفيال الأفريقية والزرافات ووحيد القرن سكنت المنطقة في الماضي خلال العصر الجليدي عندما كانت الأرض خصبة. الآن، يعيش في المنطقة عدد قليل جدًا من الحيوانات، مثل الضباع المخططة (Hyaena hyaena) وثعلب الفنك والغزلان والقطط البرية الأفريقية والذئاب الذهبية. الفهد منقرض الآن من المنطقة. تنتشر الزواحف والقوارض في رمال الصحراء. تم الإبلاغ عن الجمبري الأحمر من بحيرات أوباري في منطقة فزان. تشمل الأنواع الحيوانية المسجلة Canis anthus و Vulpes vulpes و Genetta genetta و Felis libyca و Hystrix cristata و Delphinus delphis و Tursiops truncatus .
الثدييات والزواحف الموجودة في ليبيا والمدرجة في القائمة الحمراء للاتحاد الدولي لحفظ الطبيعة هي: جربيل جروبن، الزبابة الإسكندرانية، سحلية ذيل البرتقال (Philochortus zolii).
بصرف النظر عما سبق، فإن أنواع الثدييات المحددة في الكتاب المرجعي "أنواع الثدييات في العالم" هي:
- جربيل جروبن ( Gerbillus grobbeni )
- جربيل الرمل ( Gerbillus syrticus )
- جربيل طرابلس ( Gerbillus Tarabuli )
- الجربوع اللطيف ( Gerbillus amoenus )
- فأر الرمل الرقيق ( Psammomys vexillaris )
- الجندي المشترك ( Ctenodactylus gundi )
- فال غوندي ( Ctenodactylus vali )
- Kuhl's pipistrelle ( Pipistrellus kuhlii )
- بوليكات مخطط صحراوي ( Ictonyx libycus )
- الجمل العربي ( Camelus dromedarius )
- زبابة فيل شمال إفريقيا ( Petrosaltator rozeti )
- الوبر الصخري ( بروكافيا كابينسيس )
- زغبة الحديقة الآسيوية ( Eliomys melanurus )
- زغب حديقة المغرب العربي ( إليوميس مونبيانوس )
- الجربوع الرباعي الأصابع ( Scarturus tetradactyla )
- الجربوع المصرية الصغرى ( جاكولوس جاكولوس )
- الجربوع المصرية الكبرى ( Jaculus orientalis )
- فحم غونتر ( Microtus guentheri )
- فأر القاهرة الشوكي ( Acomys cahirinus )
- جربيل قصير الذيل ( Dipodillus simoni )
- جربيل أندرسون ( جيربيلوس أندرسوني )
- جربيل لاتاستي ( Gerbillus latastei )
- شو جيرد ( ميريونس شاوي )
- الفأر الجزائري ( Mus spretus )
- مزاب جوندي ( مسوتيرا مزابي )
- قنفذ شمال إفريقيا ( Atelerix algirus )
- القنفذ طويل الأذن ( Hemiechinus auritus )
- خفاش حدوة جيفروي ( Rhinolophus clivosus )
- خفاش حدوة ميهلي ( Rhinolophus mehelyi )
- الخفافيش الأوروبية حرة الذيل ( Tadarida teniotis )
- أكبر خفاش noctule ( Nyctalus lasiopterus )
- سوبرانو بيبيستريل ( Pipistrellus pygmaeus )
- خفاش صحراوي طويل الأذن ( Otonycteris hemprichii )
- عضل فيلتن ( ميوتيس بونيكوس )
- فنك الثعلب ( Vulpes zerda )
- Hartebeest ( Alcelaphus buselaphus )
- غزال كوفيير ( Gazella cuvieri )
- غزال دوركاس ( غزال دوركاس )
- Rhim gazelle ( Gazella leptoceros )
- الأغنام البربرية ( Ammotragus lervia )
- أداكس ( أداكس ناسوماكيولاتوس )
- المها السيفيتار ( أوريكس دمة )
- جربيل شمال إفريقيا ( Dipodillus campestris )
- الجربوع المصري الصغرى ( Gerbillus gerbillus )
- الجربوع القزم ( Gerbillus henleyi )
- بلوشستان الجربيل ( Gerbillus nanus )
- جيرد سوندفال ( Meriones crassus )
- الجرد الليبي ( Meriones libycus ) [23]
- noctule الصغرى ( Nyctalus leisleri )
- الخفاش الأصغر ذيل الفأر ( Rhinopoma hardwickii ) [24]

##### القوارض
القوارض التي تم الإبلاغ عنها هي: Pachyuromys duprasi (الجربوع ذو الذيل السميك)، Meriones libycus (الجرد الليبي)، قندي شائع (gundi) Meriones crassus (Sundevall's jird) ، Meriones crassus (Sundevall's jird) ، الخلديات ( الخلد - الجرذ)، فئران الخلد الشائعة، وجرذان الزوكور، وجرذان الخيزران)، Elephantulus rozeti (زبابة الفيل في شمال إفريقيا)، Spalacinae (فئران الخلد العمياء)، Arvicolinae (القوارض والفئران)، Jaculus orientalis (الجربوع المصري الكبير)، Massoutiera Mazabi (Mzab gundi) ) ، و Spalax ehrenbergi ( فئران الخلد العمياء في الشرق الأوسط ).

#### الطيور

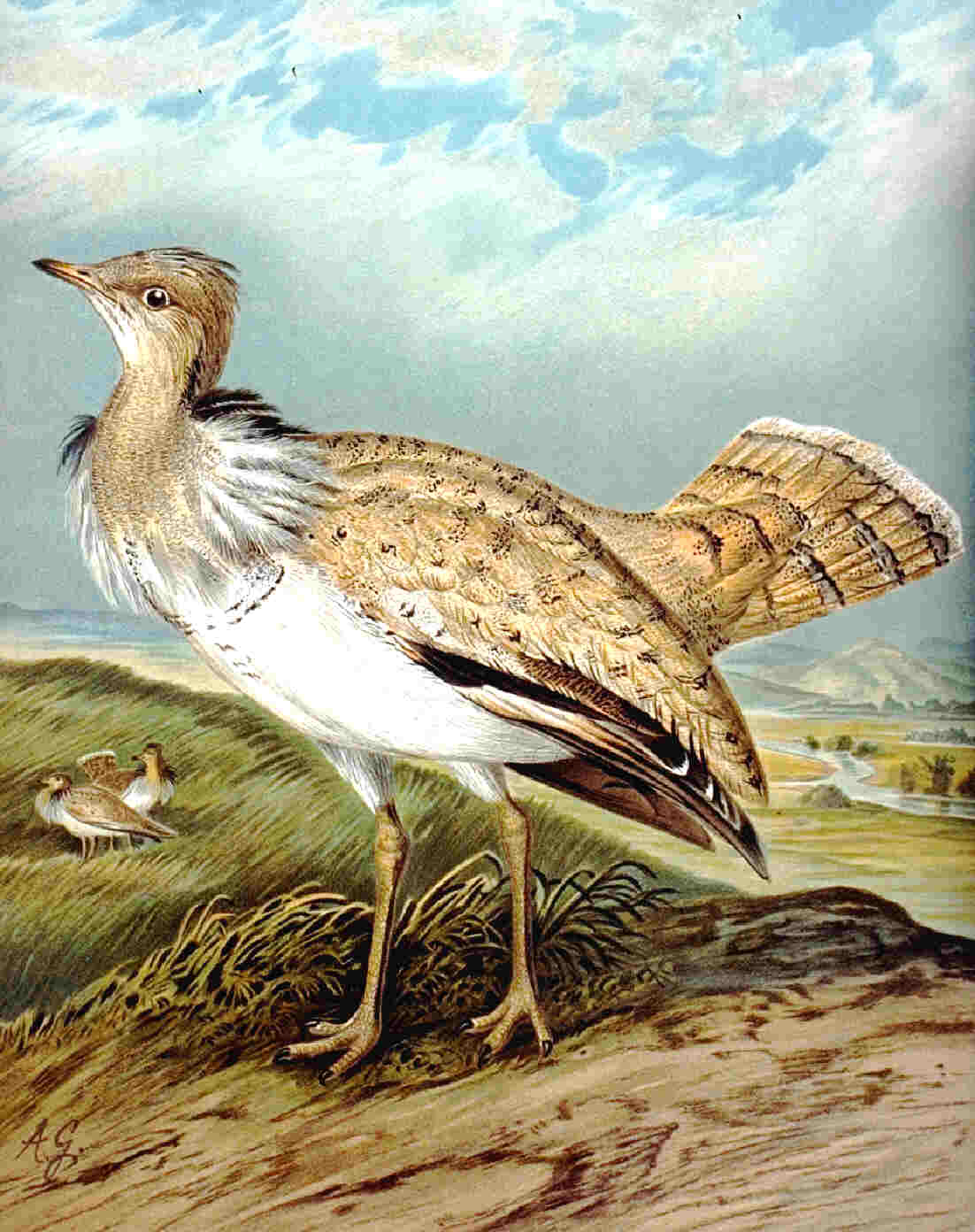
حبارى (Chlamydotis undulata) من كتاب يوهان فريدريش ناومان للتاريخ الطبيعي لطيور أوروبا الوسطى ، المجلد السابع ، اللوحة السابعة جيرا ، 1899

في الحزام الساحلي، أنواع الطيور المسجلة هي طيور الفلامنجو الكبيرة، وكذلك العديد من الطيور الجارحة. تمر الطيور المهاجرة عبر ليبيا، ويتم رؤيتها في الغالب على طول الساحل. أبرزها طائر الفلامنجو، زقزاق كنتيش في محمية بنغازي. تم الإبلاغ عن الحبارى واللقلق الأوروبي الأبيض في منتزه الكوف الوطني وفي الشواطئ والبحيرات. في الواحات، تم الإبلاغ عن قبرات الصحراء، والعصافير الصحراوية، والرمل المرقط. الأنواع الأخرى البارزة التي تم الإبلاغ عنها هي Aquila chrysaetos و Alectoris barbara وأنواع Pterocles و Chlamydotis undulata مع مالك الحزين والبط والخواض و Ciconia nigra و Ciconia ciconia و Milvus milvus (الطائرة الورقية الحمراء) من البحيرات المالحة.

#### اللافقاريات
اللافقاريات الخاصة بليبيا هي:
- Chlorophorus ringenbachi ، وهي خنفساء طويلة القرون
- Caulostrophus ringenbachi ، سوسة
- Paratassa ringenbachi ، خنفساء الجواهر
- نيولافيرا ريتشي ، خنفساء النمر
- باتشيديما بيرهيمهوفي ، كوكتشر
- Onitis ringenbachi ، خنفساء الروث
- Tentyria cyrenaica ، خنفساء داكنة
- Mylabris cyrenaica ، خنفساء نفطة
- Dictyophara Merjensis ، زورق
- ودكوفيا ايليجانس ، نطاط أوراق
- النحل
  - Nomioides المخاط
  - Lasioglossum tripolitanum
- بوثوس باركايوس ، عقرب
- Glomeris monostriata ، دودة ألفية وجدت في الكهوف
- القواقع البرية
  - باركانيا كالتنباشي
  - Cochlostoma susaense [21]

##### الرخويات

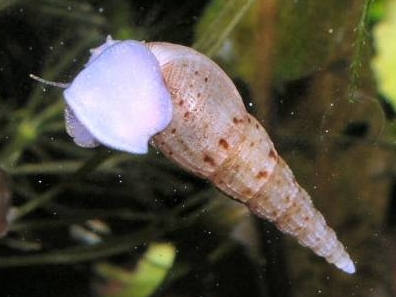
ميلانيا حمراء الحواف (Melanoides tuberculata)

بعض "الرخويات غير البحرية في ليبيا، والتي تعد جزءًا من الحيوانات الرخوية في ليبيا، هي Melanoides tuberculata (OF Müller ، 1774) المدرجة ضمن IUCN باعتبارها أقل أهمية، Parmacella فيستاي (غامبيت، 1925 - شمال ليبيا)، وبارماشيلا أوليفيري (كوفييه، 1804 - شمال ليبيا).

#### الحيوانات البحرية

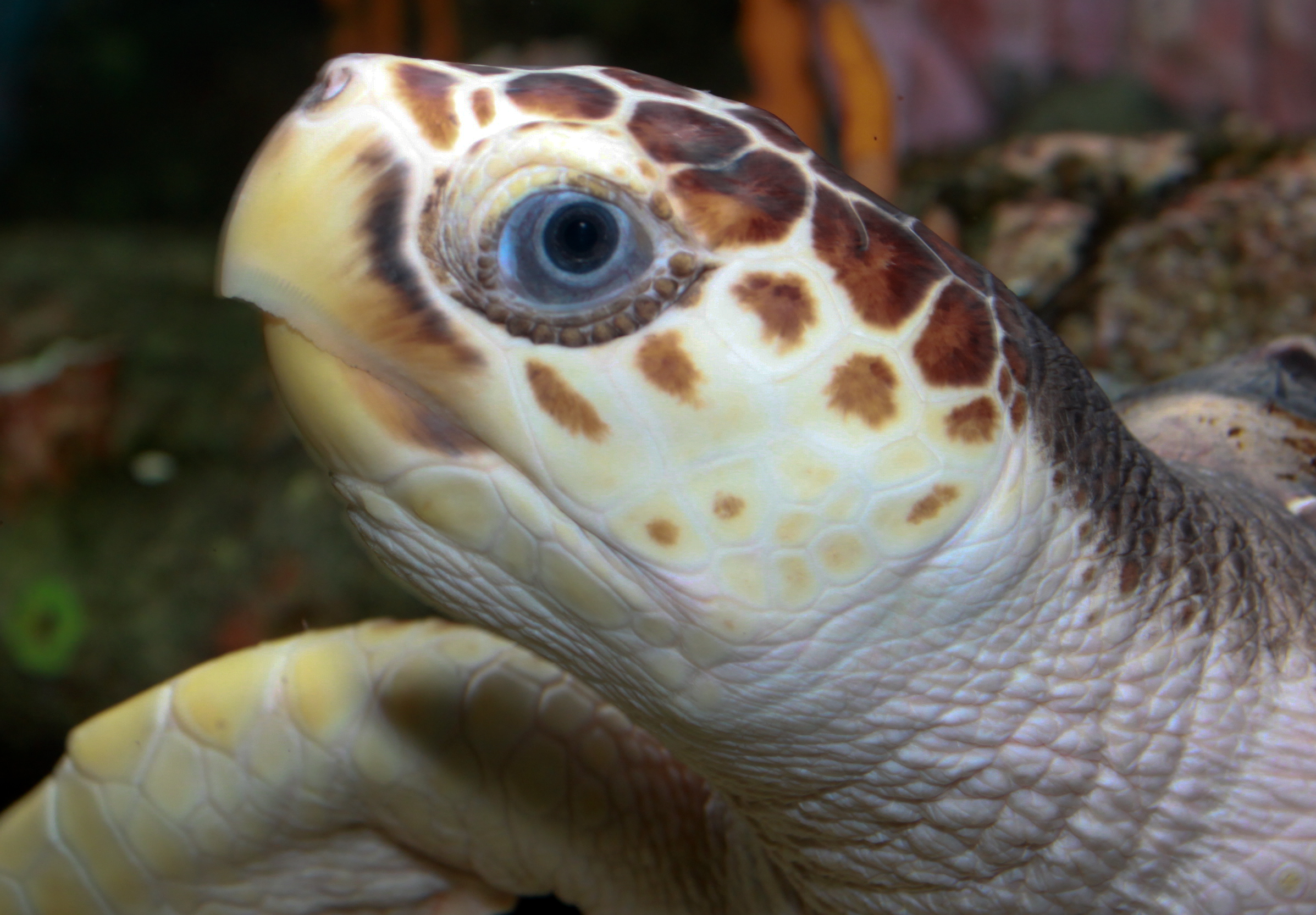
السلحفاة البحرية ضخمة الرأس (Caretta caretta)

الساحل الليبي غني بإنتاج الأسماك والعديد من الكائنات البحرية الصالحة للأكل. قام مركز أبحاث الأحياء البحرية (MBRC) بتسهيل اختيار المناطق الساحلية الواقعة تحت المناطق المحمية البحرية (MPAs). كانت المناطق البحرية المحمية الرئيسية التي تم إنشاؤها هي محمية الكوف الوطنية وعين غزالة فروة والبوردي وعين زيانة. تشمل أنواع الثدييات البحرية المبلغ عنها فقمة الراهب Monachus monachus (CR) على الساحل و Tursiops truncatus في الخارج.
تم الإبلاغ عن المنطقة الساحلية والبحر الأبيض المتوسط كمناطق تعشيش للسلحفاة ضخمة الرأس (Caretta caretta) وصغار التونة زرقاء الزعانف ( Thunnus thynnus) على وشك الانقراض. كيليفيش (Aphanius desioi) هو أحد أنواع القائمة الحمراء للاتحاد الدولي لحفظ الطبيعة.

## الحفاظ
تم تحديد التهديدات التي تواجهها المتنزهات الوطنية والمحميات والمناطق المحمية. ويرجع ذلك إلى عمليات قطع الأشجار المفرطة، والصيد الجائر للطيور، وقطع الأشجار غير المصرح به، وتغيير حالة الموائل بسبب التلوث، واستخدام الأراضي، وتغير المناخ، وعدم كفاية تدابير الإدارة.
التدابير قيد التنفيذ لمواجهة التهديدات المحددة في المناطق المحمية هي في شكل حماية النظم الإيكولوجية والتنوع البيولوجي، وإجراء البحوث العلمية في المناطق المحددة، وخلق الوعي العام، وضمان استدامة الموارد، وتعزيز السياحة البيئية، وإنشاء مناطق محمية تتوافق مع مختلف النظم البيئية، وإنشاء آلية إدارة مناسبة.